# Olympische Sommerspiele 1996/Kanu – Einer-Kajak 1000 m (Männer)
Die Wettkämpfe im Einer-Kajak über 1000 Meter bei den Olympischen Sommerspielen 1996 fanden vom 30. Juli bis 3. August 1996 auf dem Lake Lanier statt.
Es siegte der Norweger Knut Holmann vor Beniamino Bonomi aus Italien. 

## Ergebnisse

### Vorläufe
Die jeweils ersten drei Boote qualifizierten sich direkt für die Halbfinals, die restlichen Athleten für die Hoffnungsläufe.

#### Vorlauf 1
| Rang | Athleten          | Nation      | Zeit         |
| ---- | ----------------- | ----------- | ------------ |
| 1    | Mikko Kolehmainen | Finnland    | 3:48,075 min |
| 2    | Andrzej Gajewski  | Polen       | 3:49,507 min |
| 3    | Abelardo Sztrum   | Argentinien | 3:50,547 min |
| 4    | José Garcia       | Portugal    | 3:56,059 min |
| 5    | Vincent Olla      | Frankreich  | 3:58,075 min |
| 6    | Andrei Safarjan   | Kasachstan  | 4:00,599 min |
| 7    | Erik Gervais      | Kanada      | 4:01,707 min |
| 8    | Iwan Kirejew      | Usbekistan  | 4:05,299 min |

#### Vorlauf 2
| Rang | Athleten           | Nation             | Zeit         |
| ---- | ------------------ | ------------------ | ------------ |
| 1    | Knut Holmann       | Norwegen           | 3:45,192 min |
| 2    | Agustín Calderon   | Spanien            | 3:45,484 min |
| 3    | Marin Popescu      | Rumänien           | 3:47,968 min |
| 4    | Róbert Erban       | Slowakei           | 3:48,956 min |
| 5    | Sebastián Cuattrin | Brasilien          | 3:49,308 min |
| 6    | Michael Harbold    | Vereinigte Staaten | 3:58,760 min |
| 7    | Hain Helde         | Estland            | 3:59,136 min |

#### Vorlauf 3
| Rang | Athleten                  | Nation         | Zeit         |
| ---- | ------------------------- | -------------- | ------------ |
| 1    | Beniamino Bonomi          | Italien        | 3:43,520 min |
| 2    | Clint Robinson            | Australien     | 3:44,768 min |
| 3    | Lutz Liwowski             | Deutschland    | 3:44,776 min |
| 4    | Ivan Lawler               | Großbritannien | 3:51,580 min |
| 5    | Wladyslaw Tereschtschenko | Ukraine        | 3:51,772 min |
| 6    | Zoltán Kammerer           | Ungarn         | 4:02,724 min |
| 7    | Tom Krantz                | Schweden       | 4:03,324 min |
| 8    | Miezan Edoukou            | Elfenbeinküste | 4:31,680 min |

### Hoffnungsläufe
Die ersten vier Boote des jeweiligen Hoffnungslaufs und der zeitbessere Fünfte erreichten das Halbfinale.

#### Hoffnungslauf 1
| Rang | Athleten           | Nation         | Zeit         |
| ---- | ------------------ | -------------- | ------------ |
| 1    | Sebastián Cuattrin | Brasilien      | 4:02,627 min |
| 2    | Vincent Olla       | Frankreich     | 4:04,147 min |
| 3    | Zoltán Kammerer    | Ungarn         | 4:05,859 min |
| 4    | Ivan Lawler        | Großbritannien | 4:06,555 min |
| 5    | Hain Helde         | Estland        | 4:08,375 min |
| 6    | Erik Gervais       | Kanada         | 4:08,743 min |
| 7    | Miezan Edoukou     | Elfenbeinküste | 4:44,155 min |

#### Hoffnungslauf 2
| Rang | Athleten                  | Nation             | Zeit         |
| ---- | ------------------------- | ------------------ | ------------ |
| 1    | Róbert Erban              | Slowakei           | 4:01,917 min |
| 2    | Michael Harbold           | Vereinigte Staaten | 4:05,225 min |
| 3    | José Garcia               | Portugal           | 4:05,677 min |
| 4    | Wladyslaw Tereschtschenko | Ukraine            | 4:08,681 min |
| 5    | Tom Krantz                | Schweden           | 4:10,057 min |
| 6    | Andrei Safarjan           | Kasachstan         | 4:10,633 min |
| 7    | Iwan Kirejew              | Usbekistan         | 4:12,105 min |

### Halbfinalläufe
Die ersten vier Boote des jeweiligen Halbfinals und der zeitbessere Fünfte erreichten das Finale.

#### Halbfinale 1
| Rang | Athleten           | Nation             | Zeit         |
| ---- | ------------------ | ------------------ | ------------ |
| 1    | Beniamino Bonomi   | Italien            | 3:40,631 min |
| 2    | Knut Holmann       | Norwegen           | 3:41,635 min |
| 3    | Lutz Liwowski      | Deutschland        | 3:42,567 min |
| 4    | Andrzej Gajewski   | Polen              | 3:43,399 min |
| 5    | Sebastián Cuattrin | Brasilien          | 3:44,443 min |
| 6    | Abelardo Sztrum    | Argentinien        | 3:44,587 min |
| 7    | Michael Harbold    | Vereinigte Staaten | 3:44,663 min |
| 8    | José Garcia        | Portugal           | 3:48,859 min |
| 9    | Ivan Lawler        | Großbritannien     | 3:55,583 min |

#### Halbfinale 2
| Rang | Athleten                  | Nation     | Zeit         |
| ---- | ------------------------- | ---------- | ------------ |
| 1    | Clint Robinson            | Australien | 3:43,657 min |
| 2    | Marin Popescu             | Rumänien   | 3:44,249 min |
| 3    | Agustín Calderon          | Spanien    | 3:44,777 min |
| 4    | Mikko Kolehmainen         | Finnland   | 3:45,613 min |
| 5    | Róbert Erban              | Slowakei   | 3:46,633 min |
| 6    | Hain Helde                | Estland    | 3:47,237 min |
| 7    | Zoltán Kammerer           | Ungarn     | 3:49,589 min |
| 8    | Vincent Olla              | Frankreich | 3:51,537 min |
| 9    | Wladyslaw Tereschtschenko | Ukraine    | 3:55,649 min |

### Finale
| Rang | Athleten           | Nation      | Zeit         |
| ---- | ------------------ | ----------- | ------------ |
| 1    | Knut Holmann       | Norwegen    | 3:25,785 min |
| 2    | Beniamino Bonomi   | Italien     | 3:27,073 min |
| 3    | Clint Robinson     | Australien  | 3:29,713 min |
| 4    | Lutz Liwowski      | Deutschland | 3:30,025 min |
| 5    | Agustín Calderon   | Spanien     | 3:31,397 min |
| 6    | Andrzej Gajewski   | Polen       | 3:32,521 min |
| 7    | Marin Popescu      | Rumänien    | 3:34,549 min |
| 8    | Sebastián Cuattrin | Brasilien   | 3:34,669 min |
| 9    | Mikko Kolehmainen  | Finnland    | 3:35,841 min |